# Cimitirul Bellu

Bustul funerar al artistei Marioara Tănase

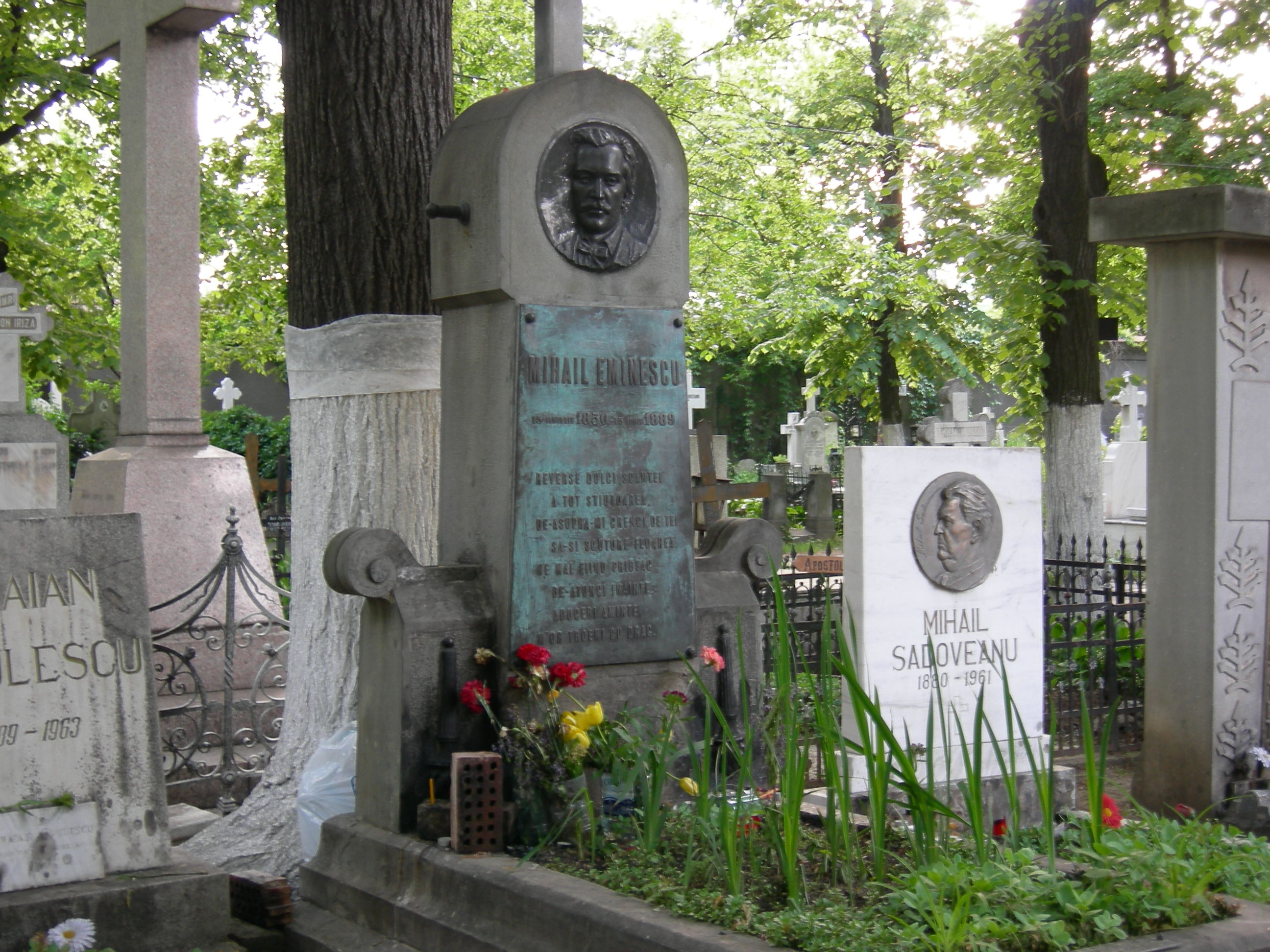
Mormântul lui Mihai Eminescu. Basorelieful din medalion sculptat de Ion Georgescu

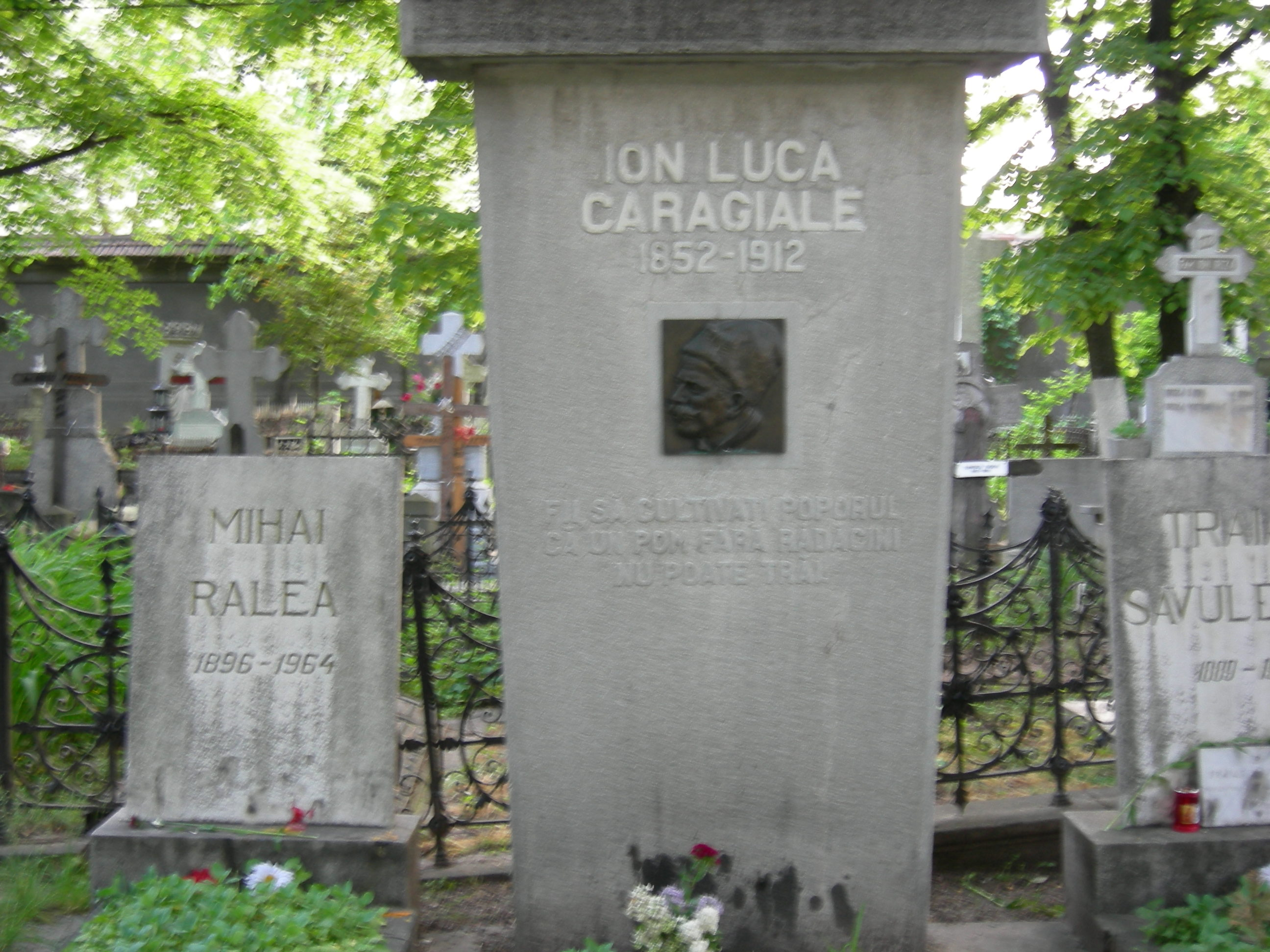
Mormântul lui Ion Luca Caragiale

Cimitirul Șerban Vodă (în limbaj popular „Cimitirul Bellu”) este un cimitir din București, România.

## Localizare
Este situat la intersecția Șoselelor Giurgiului, Olteniței, Viilor și Căii Șerban Vodă, mai exact în Piața Eroii Revoluției.
În aproprierea sa se află si Cimitirul evreiesc sefard sau spaniol, numit în mod popular și Cimitirul Bellu evreiesc, precum si Cimitirul luteran.

## Istoric
Până la jumătatea secolului al XIX-lea bucureștenii își îngropau morții în curțile bisericilor. Existau câteva cimitire în afara orașului, unde erau înmormântați săracii, oamenii de rând sau cei morți în urma molimelor. Pentru a fi în pas cu lumea modernă, legiuitorii bucureșteni au desființat aceste cimitire și au hotărât în 1831 „Legiuirea pentru înmormântări afară din oraș”. În anul 1852 o comisie a Sfatului Orășenesc discută crearea altor cimitire în afara Bucureștiului. Unul dintre acestea era situat pe ulița Șerban-Vodă, unde se afla o grădină mare de portocali aparținând baronului Barbu Bellu (1825-1900), ministrul Cultelor și Justiției. Terenul de circa 15 hectare a fost donat de Bellu Sfatului Orășenesc care, la 26 noiembrie 1852, hotărăște începerea lucrărilor de amenajare a cimitirului. Arhitectul Alexandru Orăscu întocmește planurile pentru ridicarea capelei pe locul unde fusese cândva biserica lui Bellu cel Bătrân (1799-1853), tatăl baronului. Interiorul era realizat de pictorul Constantin Lecca. În toamna lui 1855 încep amenajările terenului, primele înmormântări fiind în 1856, iar în septembrie 1858 cimitirul începe să funcționeze legal. În 1859 guvernul trece la aplicarea legii, prin mutarea celor înhumați din oraș în acest nou cimitir. C. A. Rosetti, inițiatorul organizării Cimitirului Bellu, este primul concesionar pe care îl putem găsi în Arhiva Cimitirelor. În noiembrie 1859 cumpără un loc de veci aici, pentru fiica sa, Elena. A fost urmat de scriitorul Cezar Bolliac care, în 1860, și-a înmormântat aici soția, Aristița, fiica boierului Izvoranu.
Din anul 1862 Cimitirul Bellu trece sub aripa Municipalității bucureștene, așa că, în momentul în care vechea capelă se dărâmă, primarul Pache Protopopescu pune piatra de temelie la noua capelă care va fi clădită în stilul catedralei din Karlsbad. Ea va fi pictată la început de Mihail Popp, iar mai târziu repictată de Dimitrie Belisarie și Arthur Verona. Cimitirul Bellu avea 17 hectare în 1859, iar în prezent măsoară 28 de hectare.
În cimitirul Bellu se află și Aleea Artiștilor, perimetrul unde sunt îngropați artiștii.
Ansamblul "Cimitirul Șerban Vodă - Bellu" este înscris în Lista monumentelor istorice 2010 - Municipiul București - la nr. crt. 22438, cod LMI B-IV-a-B-20118.

## Personalități înmormântate
- A
- Anastasie Simu (1854-1935) - academician român, doctor în științe politice și administrative, politician, colecționar de artă și membru de onoare al Academiei Române
- Andrei Blaier (1933-2011) - regizor și scenarist
- Aristide Buhoiu (1938-2006) - jurnalist
- Augustin Buzura (1938-2017) - scriitor și psihiatru, membru al Academiei Române
- Aristide Caradja (1861-1955) - entomolog și jurist, membru al Academiei Române, membru de onoare al Academiei de Științe din România
- Anda Călugăreanu (1946-1992) - actriță și cântăreață
- Alecu Croitoru (1933-2017) - regizor, actor, poet
- Anghel Demetriescu (1847-1903) - istoric și scriitor, membru al Academiei Române
- Aristide Demetriade (1872-1930) - actor și regizor de film
- Angela Moldovan (1927-2013) - cântăreață de muzică populară
- Alexandru Odobescu (1834-1895) - scriitor, arheolog și politician, membru al Academiei Române
- Anca Parghel (1957-2008) - cântăreață de muzică jazz
- Adrian Păunescu (1943-2010) - poet, publicist și politician
- Amza Pellea (1931-1983) - actor
- Adrian Pintea (1954-2007) - actor
- Alexandru A. Suțu (1837-1919) - psihiatru, membru corespondent al Academiei Române
- Alexandru Tocilescu (1946-2011) - regizor de teatru și film
- Alexandru Arșinel (1939-2022) - actor
- Aurel Vlaicu (1882-1913) - inginer, inventator și aviator, membru al Academiei Române
- Alexandru Vlahuță (1858-1919) - scriitor, membru al Academiei Române
- Alexandru D. Xenopol (1872-1920) - istoric, filozof, enonomist, sociolog și scriitor, membru al Academiei Române
- Alexandru Giugaru      (1897-1986) - actor
- Aurel Iozefini (1919-1994) - iluzionist
- Alice Voinescu (1885-1961) - scriitoare, eseistă, profesoară universitară, critic de teatru și traducătoare română
- Alexandru Ionescu-Ghibericon (1891-1960) - actor român de teatru și film
- Alexandru N. Lahovari (1841-1897) - politician român
- Anghel Saligny (1854-1925) - academician, inginer constructor, ministru și pedagog român
- Alexandru Bocăneț (1944-1977) - regizor de film român
- Alexandru Mironescu (1903-1973) - scriitor
- Aurel A. Beleș (1891-1976) - inginer constructor român, membru al Academiei Române (m.c. 1955 / m.t. 1963)
- Aurel Covaci (1932-1993) - traducător
- Alexandru A. Philippide  (1900-1979) - poet, prozator și traducător român
- Alexandru Priadcencu (1902-1981) - inginer agronom român, membru corespondent al Academiei Române
- Alice Săvulescu (1905-1970) - botanistă română
- Athanase Joja (1904-1972) - filosof și logician român
- Alexandru Graur (1900-1988) - lingvist român
- Ana Aslan (1897-1988) - medic român specialist în gerontologie, academician din 1974, director al Institutului Național de Geriatrie și Gerontologie (1958 - 1988)
- Alexandru Cernat (1828-1893) - personal militar și general
- Anghel Rugină (1913-2008) - economist român
- Alexandru Vulpe (1931-2016) - istoric și arheolog român
- Aureliu Emil Săndulescu (1932-2019) - fizician român
- Alexandru Surdu (1938-2020) - filosof român
- Alexandru Macedonski (1854-1920) - poet, prozator, dramaturg și publicist
- Apostol Arsache (1789-1869) -om politic de origine aromână, medic, economist, ministru în varii guverne, ministru de Externe. primul ministru al afacerilor străine al României, în funcție în perioada 22 ianuarie 1862 - 24 iunie 1862
- Alexandru Balaci (1916-2002) - italienist român, critic și istoric literar, politician comunist, membru al Academiei Române, membru supleant al CC al PCR
- Alexandru Duiliu Zamfirescu (1892-1968) - diplomat, prozator și traducător român
- Alexandru G. Golescu (1819-1881) - politician român
- Alexandru Bogza (1895-1973) - muzician și filosof român
- Alexandru Darie (1959-2019) - regizor român
- Alexandrina Cantacuzino (1878-1944) - diplomată română
- Adrian Maniu (1891-1968) - scriitor român, poet tradiționalist al epocii interbelice, membru corespondent (din 1933) al Academiei Române
- Aurel Baranga (1913-1979) - poet și dramaturg român de origine evreiască
- Aurelia Sorescu (1929 - 1996) - actriță
- Alexandru Davila (1862-1929) - dramaturg și om de teatru român
- Alexandru Tzigara-Samurcaș (1872-1952) - istoric de artă, etnograf, muzeolog și jurnalist cultural român
- Alexe Narcis (1925-2000) - DIRECTOR AL CIMITIRULUI BELLU
- Alexandru Paleologu (1919-2005) - scriitor
- Alexandru Dimitrie Mavrocordat (1854-1906) - prinț
- Al. G. Donescu (1875-1942) - primar al Bucureștiului
- A.D. Mincu (1875 - 1943) - arhitect
- Alexandru Marghiloman (1854-1925) - om de stat conservator român
- Aurel Bordenache (1902-1987) - pictor
- Andrei Sulică (1938-2000) - medic imunolog
- Alfred Alessandrescu (1893-1959) - compozitor
- Alexandru Flechtenmacher (1823-1898) - compozitor
- Alexandru Lulescu (1932-2022) - actor
- B
- Bogdan Petriceicu Hasdeu (1838-1907) - enciclopedist, scriitor, filolog, lingvist, jurist, folclorist, publicist, istoric, politician și membru al Academiei Române
- Bogdan Stanoevici (1958-2021) - actor și politician
- Barbu Catargiu (1807-1862) - jurnalist și politician român
- Bogdan Baltazar (1939-2012) - economist și bancher român, fost director al BRD între 1998-2004
- Barbu Vlădoianu (1812-1876) - general
- Bogdan Teodorescu (1963 - 2025) - scriitor, analist politic
- Bibescu Gr. Basarab Brâncoveanu (1826 - 1886) - prinț
- C
- Carol Benesch (1822-1896) - arhitect de origine sileziană
- Cosma Brașoveanu (1935-1981) - actor
- Constantin Cândea (1887-1971) - chimist și profesor universitar, rector al Universității Politehnice din Timișoara, membru al Academiei de Științe din România
- Cornel Fugaru (1940-2011) - compozitor și cântăreț
- Constantin Lecca (1807-1887) - pictor, tipograf, editor, scriitor, traducător și pedagog
- Costache Olăreanu (1929-2000) - scriitor
- Cincinat Pavelescu (1872-1934) - poet
- Camil Petrescu (1894-1957) - poet, prozator și dramaturg, membru al Academiei Române
- Cezar Petrescu (1892-1961) - scriitor, traducător și jurnalist, membru al Academiei Române
- Corneliu M. Popescu (1958-1977) - traducător
- Constantin Rădulescu-Motru (1868-1957) - filozof, psiholog, politician și pedagog, membru și președinte al Academiei Române
- Constantin Alexandru Rosetti (1816-1885) - politician și publicist, membru fondator al Academiei Române
- Cristina Stamate (1946-2017) - actriță
- Constantin Tănase (1880-1945) - actor
- Constantin Țoiu (1923-2012) - scriitor și traducător
- Cristina Țopescu (1960-2019) - jurnalistă și prezentatoare TV
- Cornel Vulpe (1930-2002) - actor
- Cristian Pațurcă (1964-2011) - solist vocal, compozitor
- Constantin Tănase (1880-1945) - actor,comediograf, umorist, coupletist, regizor de teatru, dramaturg
- Constantin Esarcu (1836-1898) - naturalist, medic, pedagog, diplomat și om politic, membru corespondent (din 1884) al Academiei Române
- Cella Delavrancea (1887-1991) - pianistă, scriitoare și educatoare română
- Coco Demetrescu (1871-1952) - actor
- Corneliu Dumitraș (-) - actor
- Constantin Mille (1861-1927) - poet, prozator, avocat și jurnalist român
- Cornel Fugaru (1940-2011) - compozitor de muzică ușoară, solist vocal și instrumentist român, lider al formației Sincron
- Colea Răutu (1912-2008) - actor român de film, radio, teatru, voce și vodevil
- Constantin Poroineanu (1843-1908) - avocat și politician român
- Coriolan Drăgulescu (1907-1977) - chimist român
- Coca Farago (1913-1974) - poetă, prozatoare, traducătoare și dramaturgă română
- Constantin Poenaru (1842-1912) - politician și general român
- Céline Emilian (1898-1983) - sculptoriță
- Constantin Ion Parhon (1874-1969) - politician român
- Constantin Țoiu (1923-2012) - scriitor român
- Cristian Sârbu (1897-1961) - poet
- Cornel Todea (1935-2012) -  regizor român de teatru și film
- Costin Kirițescu (1908-2002) - economist român
- Corneliu Baba (1906 - 1997) - pictor român
- Costin Georgescu (1942 - 2023) - om politic român
- Constantin Motaș (1891-1980) - biolog român
- Constantin Manolache (1906-1977) - entomolog
- Cornel Coman (1936 - 1981) - actor român
- Constantin Ionete (1922-2011) - economist
- Constantin Boerescu (1836-1908) - jurist
- Constantin Bosianu (1812-1882)
- Constantin F. Robescu (1839-1920) - agronom
- Constantin Justinian Tașcă  (1929-1994) - medic patolog
- Constantin Titel Petrescu (1888-1957) - jurist
- Cristian Popișteanu (1932-1999) - istoric
- D
- Dinu C. Giurescu (1927-2018) - istoric și politician, membru al Academiei Române
- Dimitrie Gusti (1880-1955) - sociolog, istoric, filozof și etician, membru și președinte al Academiei Române
- Dan Iordăchescu (1930-2015) - bariton
- Dimitrie Paciurea (1873-1932) - sculptor, membru al Academiei Române
- Dimitrie Petrino (1838-1878) - poet, membru corespondent al Academiei Române
- Dem Rădulescu (1931-2000) - actor
- Dan Spătaru (1939-2004) - cântăreț
- Dumitru Hubert (1899-1934) - bober și aviator
- Dumitru Furdui (1936-1998) - actor român
- Doru Popovici (1932-2019) - compozitor, muzicolog, scriitor și ziarist român
- Dina Cocea (1912-2008) - actriță
- Demostene Botez (1893-1973) - poet
- Dan Tufaru (1944-2002) - actor român
- Dumitru (Dem) Mihăilescu-Toscani (1888-1962) - cântareț și compozitor
- Dinu Manolache (1955-1998) - actor
- Doru Popovici (1932-2019) - compozitor român
- Dimitrie Dobrescu (1852-1934) - politician român, primar al Bucureștiului (1911–1912)
- Dionisie M. Pippidi (1905-1993) - arheolog, epigrafist și istoric român, membru titular al Academiei Române. A fost șef de săpături pe șantierul de la Histria
- Dan Grigorescu (1931-2008) - anglist român, istoric literar, eseist, critic literar, traducător, profesor de literatură comparată, critic de artă și istoric al artei. Membru al Academiei Române din 2004
- Dan Horia Mazilu (1943-2008) - specialist în slavonă și limbi slave, profesor universitar, critic literar, estetician și istoric literar român
- Dimitrie Macrea (1907-1988) - fonetician și lingvist român, profesor universitar, membru corespondent (din 1965) al Academiei Române
- Dumitru Pavelescu-Dimo (1870-1944) - sculptor român
- Dorin Teodorescu (1943-1999) - tenor român, profesor de canto al Universității de Muzică din București și director al Teatrului de Operetă din București
- Dumitru Hubert (1899-1934) - aviator și bober român, care a concurat în cadrul competițiilor de bob în anii '30 ai secolului al XX-lea
- Dan Deșliu (1927-1992) - politician comunist, actor și poet român adept al proletcultismului
- Dan Lucinescu (1927-2020) - deținut politic
- Dumitru Titus Popa (1940-2011) - jurnalist român
- Dan Berindei (1923-2021) - istoric
- Dinu Patriciu (1950-2014) - politician român
- Duiliu Marcu (1885-1966) - arhitect român
- Dumitru Marinescu Bragadiru - (1842-1915) - om de afaceri român
- Dem I. Dobrescu (1871-1948) -  jurist român, primar al Bucureștiului în perioada februarie 1929 - ianuarie 1934
- Dimitrie Hagi Pantelie (1837 - 1911) - politician
- Dimitrie D. Racoviță (1819-1891) - prinț
- Dimitrie Cuclin (1885-1978) - compozitor, muzicolog, scriitor și traducător român
- E
- Eugen I. Angelescu (1896-1968) - chimist român
- Emil Petrovici (1899-1968) - lingvist
- Ernest Maftei (1920-2006) - actor
- Eugen Jebeleanu (1911-1991) - academician, poet, publicist și traducător român, membru al Partidului Comunist Român
- Emanoil Protopopescu-Pake (1845-1893) - om politic român, primar al Bucureștiului
- Emil Condurachi (1912-1987) - istoric și arheolog român
- Emil C. Crăciun (1896-1976) - medic român
- Elie Carafoli (1901-1983) - inginer român, de origine aromână, constructor de avioane, membru al Academiei Române din 1948, considerat unul dintre pionierii aeronauticii, în particular al domeniului aerodinamicii
- Eugen Rotaru (1941-2018) - scriitor român
- Emanuil Grigorovitza (1857-1915) - autor, germanist, traducător
- Ermil A. Pangrati (1864-1931) - inginer, matematician și profesor universitar român, ministru al lucrărilor publice în Guvernul Titu Maiorescu (1912)
- Emanoil Porumbaru (1845-1921) - politician și ministru de externe român
- Emanoil Petruț (1932-1983) - actor român de film, radio, teatru, televiziune și voce
- Eugen Lovinescu (1881-1943) - critic și istoric literar, memorialist, dramaturg, romancier și nuvelist roman
- Elena Voinescu (1931-2013) - arhitectă
- Eusebiu Ștefănescu (1944-2015) - actor
- Eugen Filotti (1896-1975) - scriitor, jurnalist, diplomat
- Emil Gârleanu (1878-1914) - scriitor, jurnalist, regizor și scenarist de film
- Eusebiu Camilar (1910-1965) - scriitor și traducător, membru corespondent al Academiei Române
- Eugen Simion (1933-2022) - critic literar, membru al Academiei Române
- Eugen Barbu (1924-1993) - scriitor, jurnalist și politician, membru al Academiei Române
- Elena Văcărescu (1864-1947) - scriitoare română
- Edmond van Saanen Algi (1882-1938) - arhitect, pictor și grafician român de origine olandeză și italiană
- F
- Florin Comișel (1922-1985) - compozitor, pianist și dirijor de cor și orchestră, culegător de folclor muzical românesc
- Florian Pittiș (1943-2007) - actor și cântăreț
- Florina Cercel  (1943-2019) - actriță
- Florin Condurățeanu  (1950-2021) - jurnalist
- Fănuș Neagu (1932-2011) - director de teatru, dramaturg, povestitor, memorialist, nuvelist, romancier, scriitor român și membru al Academiei Române
- Fory Etterle (1908-1983) - actor român
- Familia Dalles
  - Dora Dalles (1876-1892)
  - Jean Dalles (1879-1914)
  - Elena Dalles (1849-1921)
- Familia Minovici
  - Mina Minovici (1858-1933) - medic român
  - Ștefan Minovici (1867-1935) - chimist român
  - Nicolae Minovici (1868-1941) - medic , patalog , anatomist
- Filip Marin (1865-1928) - sculptor român
- Familia Orescu
  - Alexandru Orescu (1817-1894) - arhitect
  - Șerban Orescu (1925-2014) - jurnalist român
- Fănuș Băileșteanu (1947-2008) - critic literar
- Familia Teodoreanu
  - Ionel Teodoreanu (1897-1954) - romancier și avocat român interbelic
  - Păstorel Teodoreanu (1894-1964) - poet, avocat, scriitor, publicist român, epigramist, gastronom și iubitor de vinuri, membru de seamă al boemei ieșene și bucureștene
  - Ștefana Velisar Teodoreanu (1897-1995) - romancieră, poetă și traducătoare română, soția scriitorului Ionel Teodoreanu
- Familia Bellu
  - Barbu Bellu (1825-1900) - om politic și baron
  - Alexandru Bellu (1875-1941)
- G
- Gheorghe Dinica (1934-2009) - actor
- I
- Ilinca Tomoroveanu (1941-2019) - actrita
- Ion Besoiu (1931-2017) - actor
- Ion Luca Caragiale (1852-1912) - dramaturg, poet, scriitor, director de teatru, nuvelist, pamfletar, ziarist
- Ion Caramitru (1942-2021) - actor
- Ion Dichiseanu (1933-2021) - actor
- Ion N. Socolescu (1856-1924) - arhitect
- Ion Dolănescu (1944-2009) - cântăreț
- Iulia Hasdeu (1869-1888) - intelectuala, scriitoare, poeta, fiica lui Bogdan Petriceicu Hasdeu
- Iulia Faliciu Hasdeu (1840-1902)
- J
- Jean-Lorin Florescu (1927-1992) -  actor
- L
- Laura Stoica (1967-2006) - cântăreață, compozitoare și actriță română[6]
- M
- Malvina Ursianu (1927-2015) - scenarist si regizor
- Marin Moraru (1937-2016) - actor
- Mihai Eminescu (1850-1889) - poet, prozator, jurnalist
- Marica Pitu (1933-2020) - cântăreață
- Mitică Popescu (1936-2023) - actor
- Mihai Ungheanu (1939-2009) - critic literar, om politic
- Mihai Șora (1916-2023) - filosof
- N
- Nichita Stănescu (1933-1983) - poet, scriitor, eseist
- O
- Ovidiu Iuliu Moldovan (1942-2008) - actor
- P
- Puiu Calinescu (1920-1997) - actor
- R
- Radu Beligan (1918-2016) - actor
- Răzvan Theodorescu (1939-2023) - istoric
- S
- Sergiu Nicolaescu - actor , regizor , scenarist
- Sebastian Papaiani (1936-2016) - actor
- Serban Ionescu (1950-2012) - actor
- Silviu Stanculescu (1932-1998) - actor
- Silvia Popovici (1933-1993) - actriță
- Silvia Marinescu-Bîlcu (1935-2023) - arheolog
- Steliana Ciortescu (1877-1952) - prima femeie cu diploma de horticultor din Romania
- Sorin Dumitrescu (1946-2024) - pictor
- Ștefan Radof (1934-2012) - actor
- Ștefan Vlad (1948-2020) - cântăreț
- Ștefania Stere (1929-2011) - cântăreață
- T
- Toma Caragiu (1925-1977) - actor
- Toma N. Socolescu (1848-1897) - arhitect
- Toma T. Socolescu (1883-1960) - arhitect
- Toma Barbu Socolescu (1909-1977) - arhitect
- Traian Stanescu (1940-2022) - actor
- Tita Bărbulescu (1936-2021) - cântăreață
- V
- Vladimir Gaitan (1947-2020) - actor
- Valeria Seciu (1939-2022) - actriță
- Viorel Mărginean (1933-2022) - pictor

## Galerie

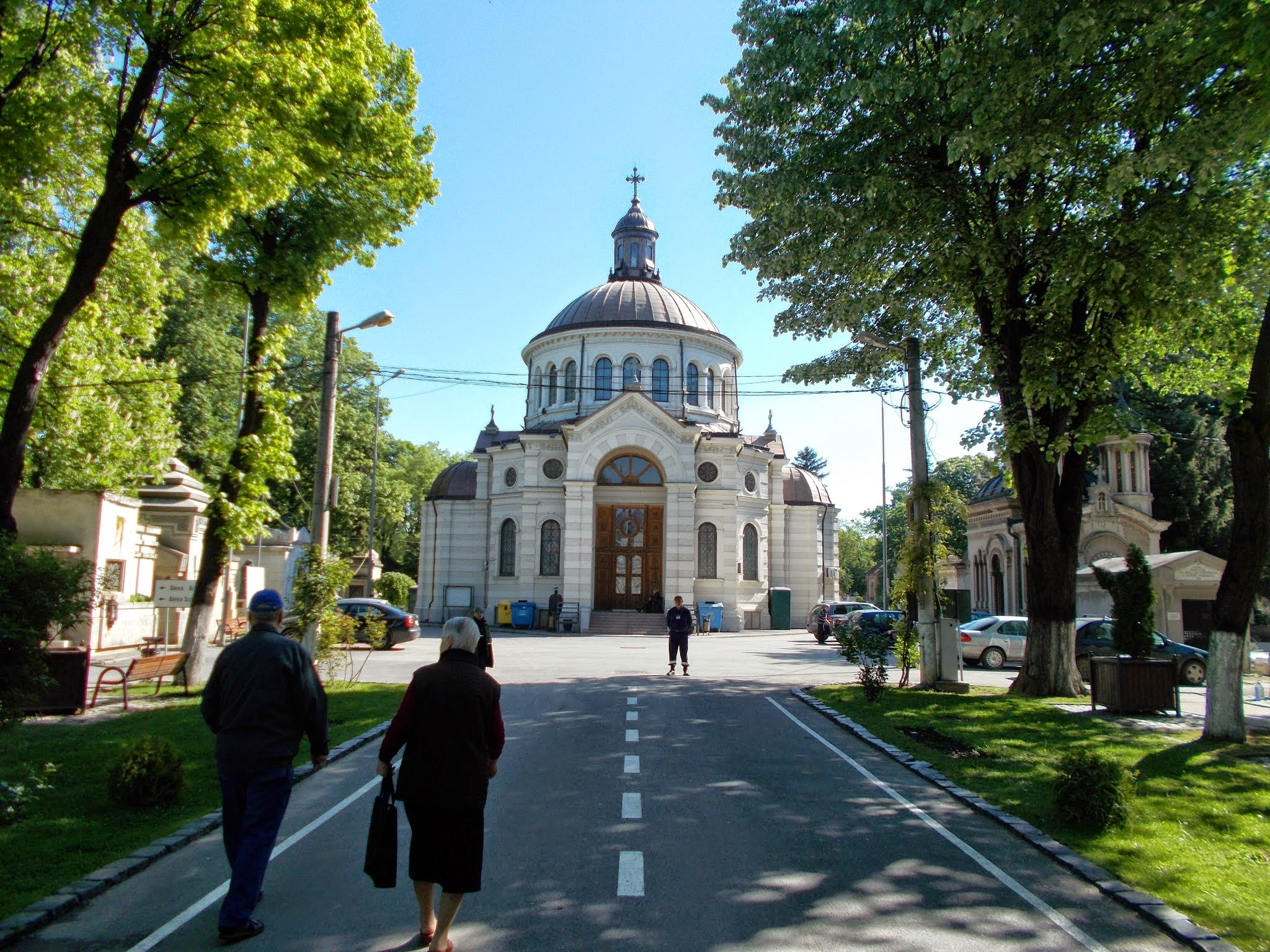
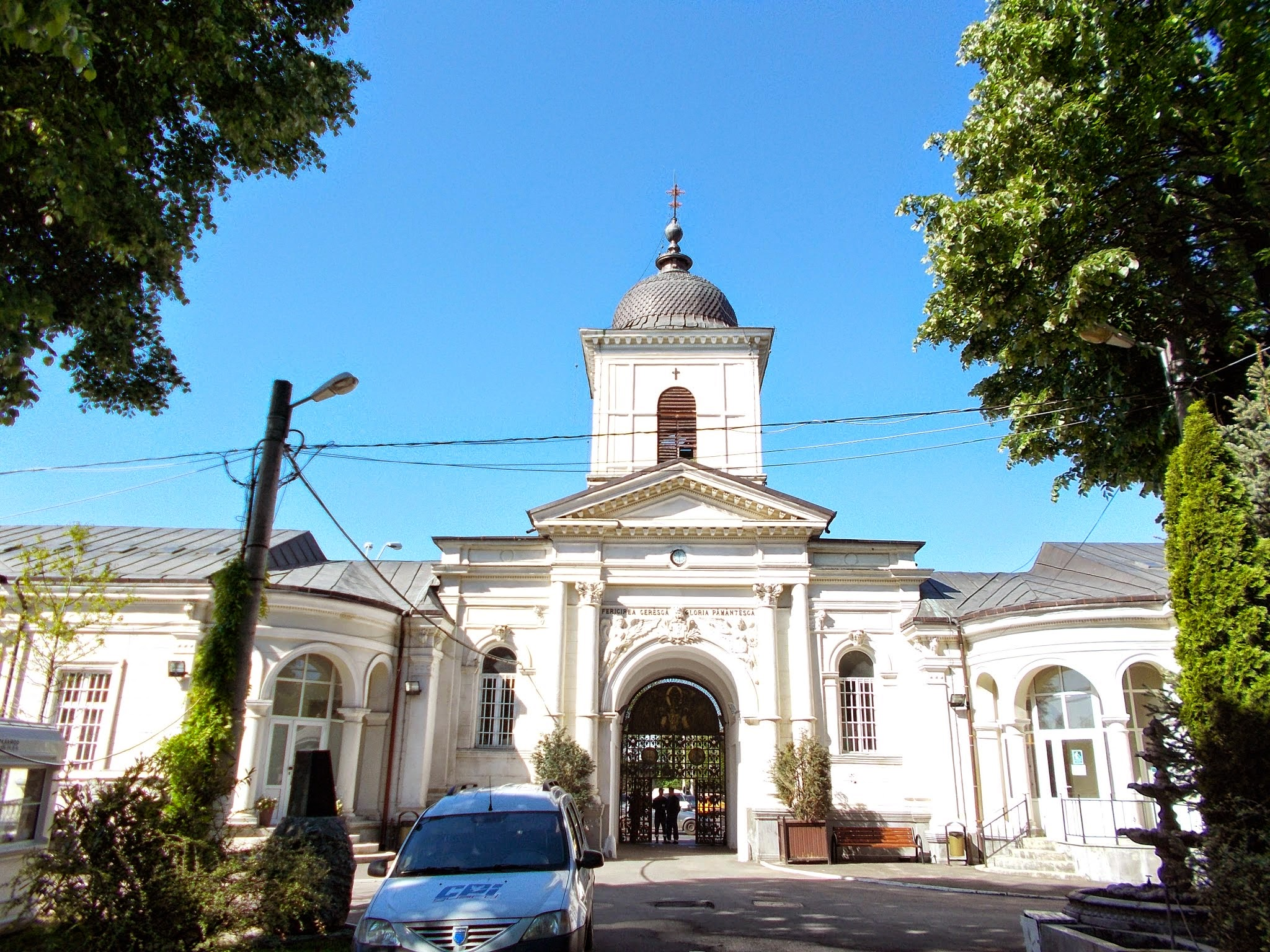
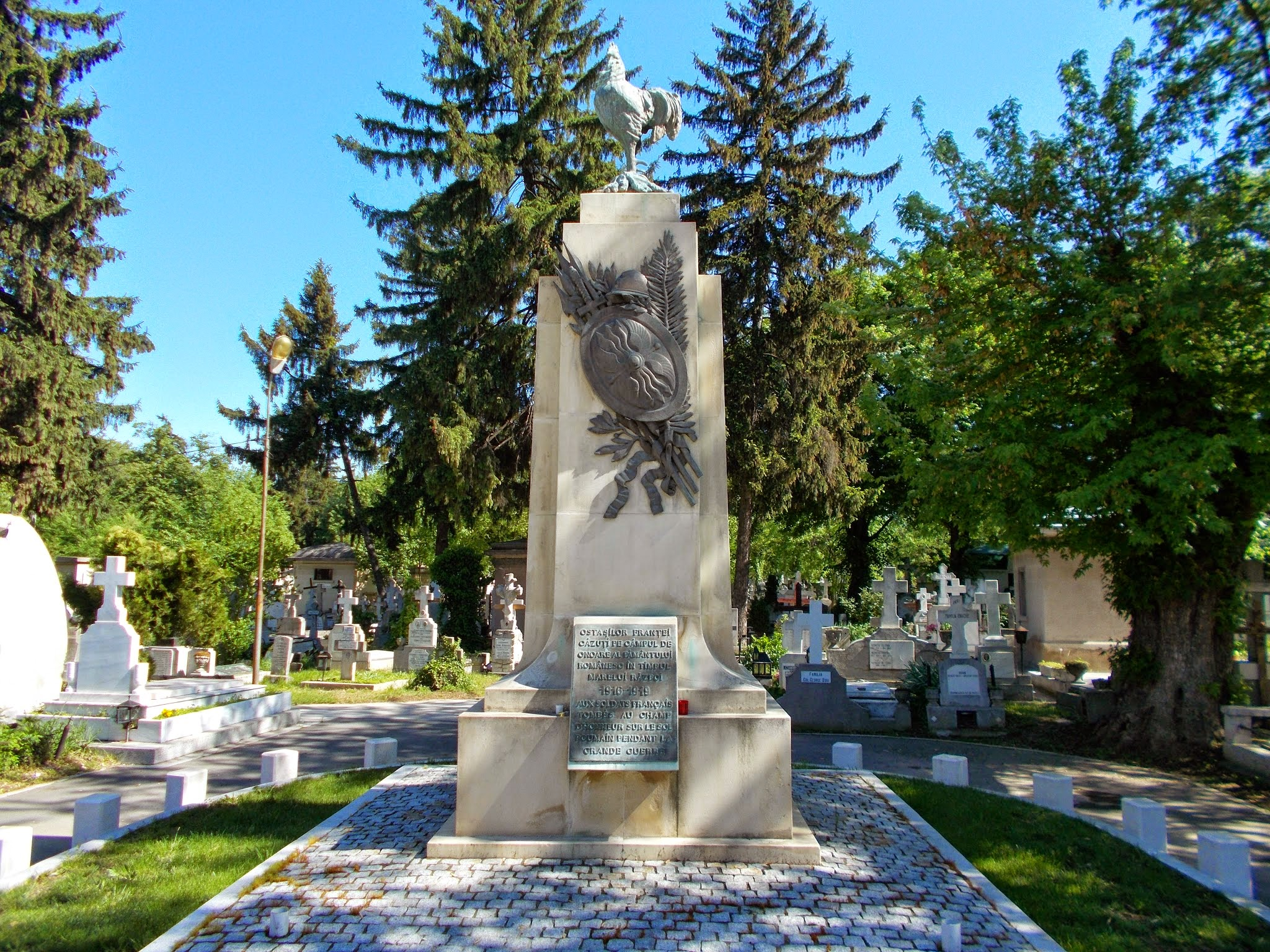
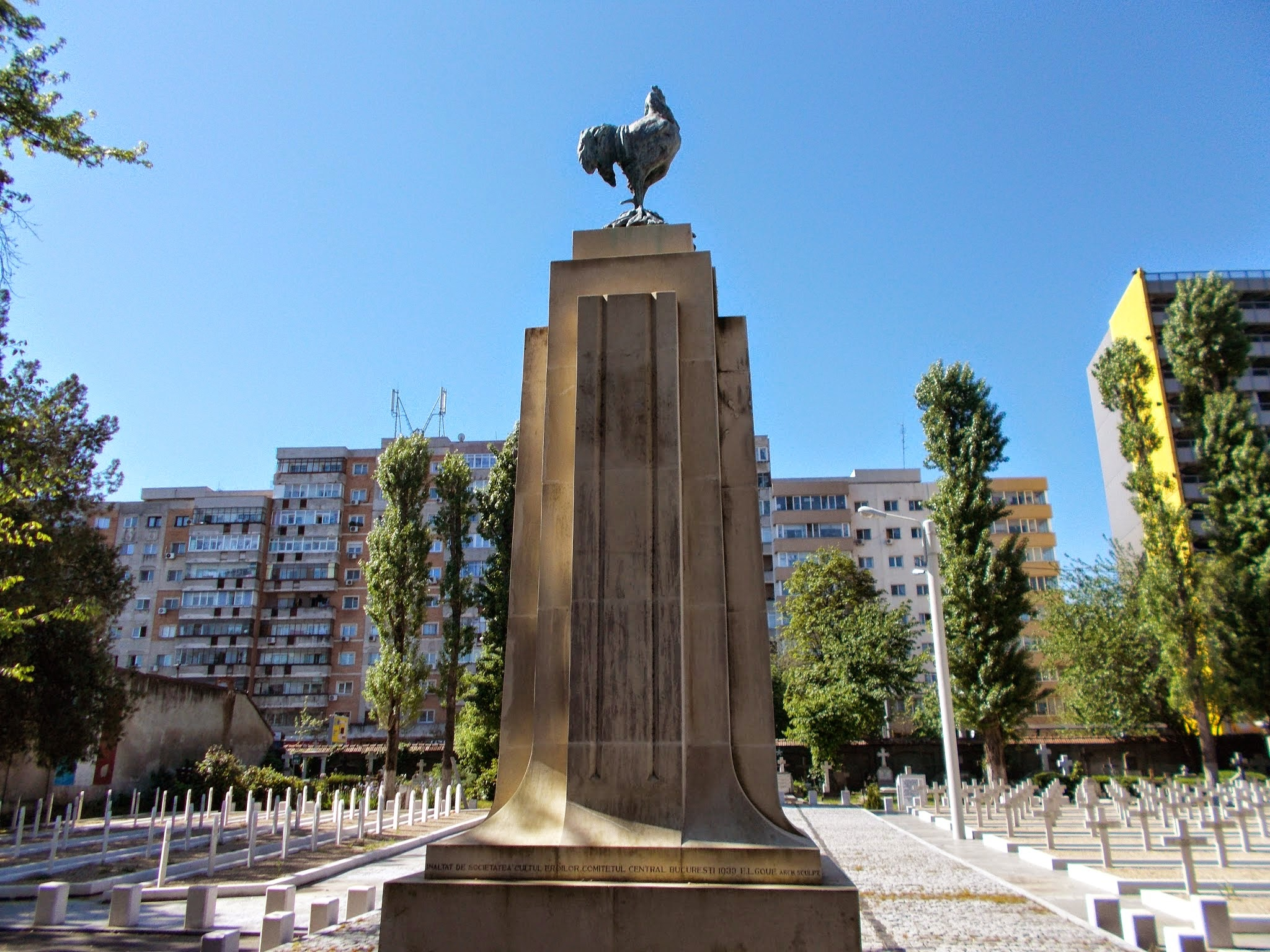
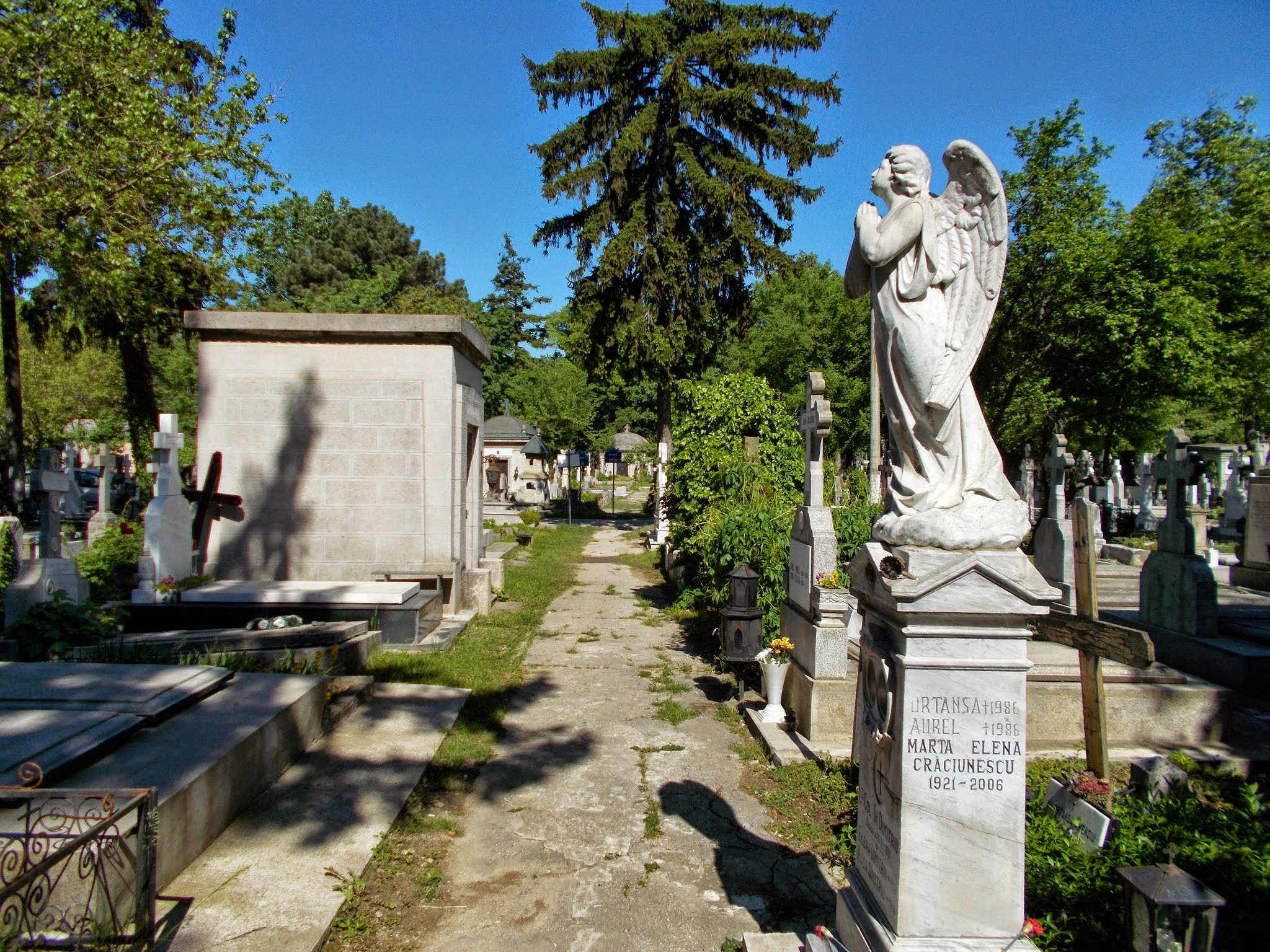
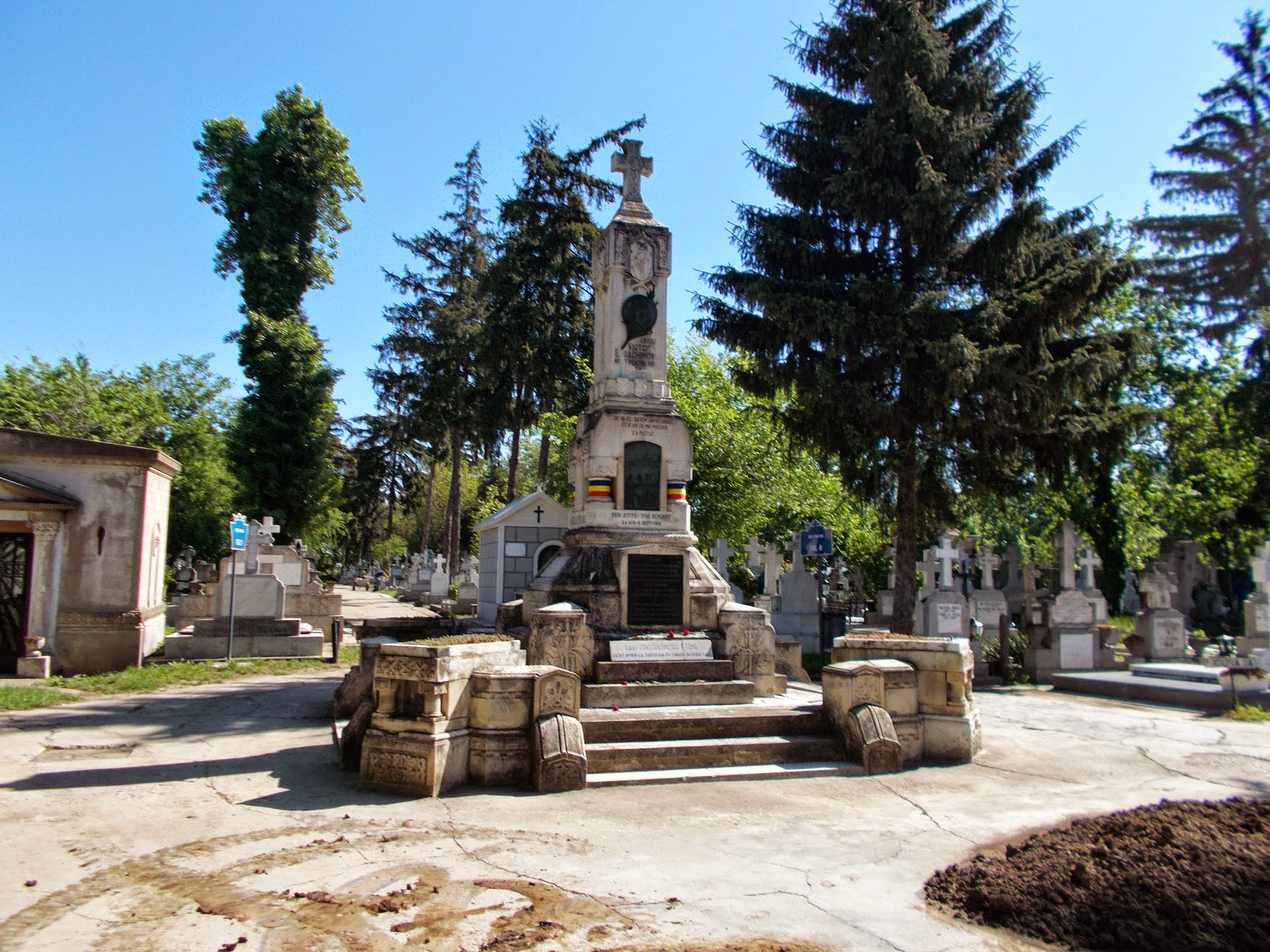
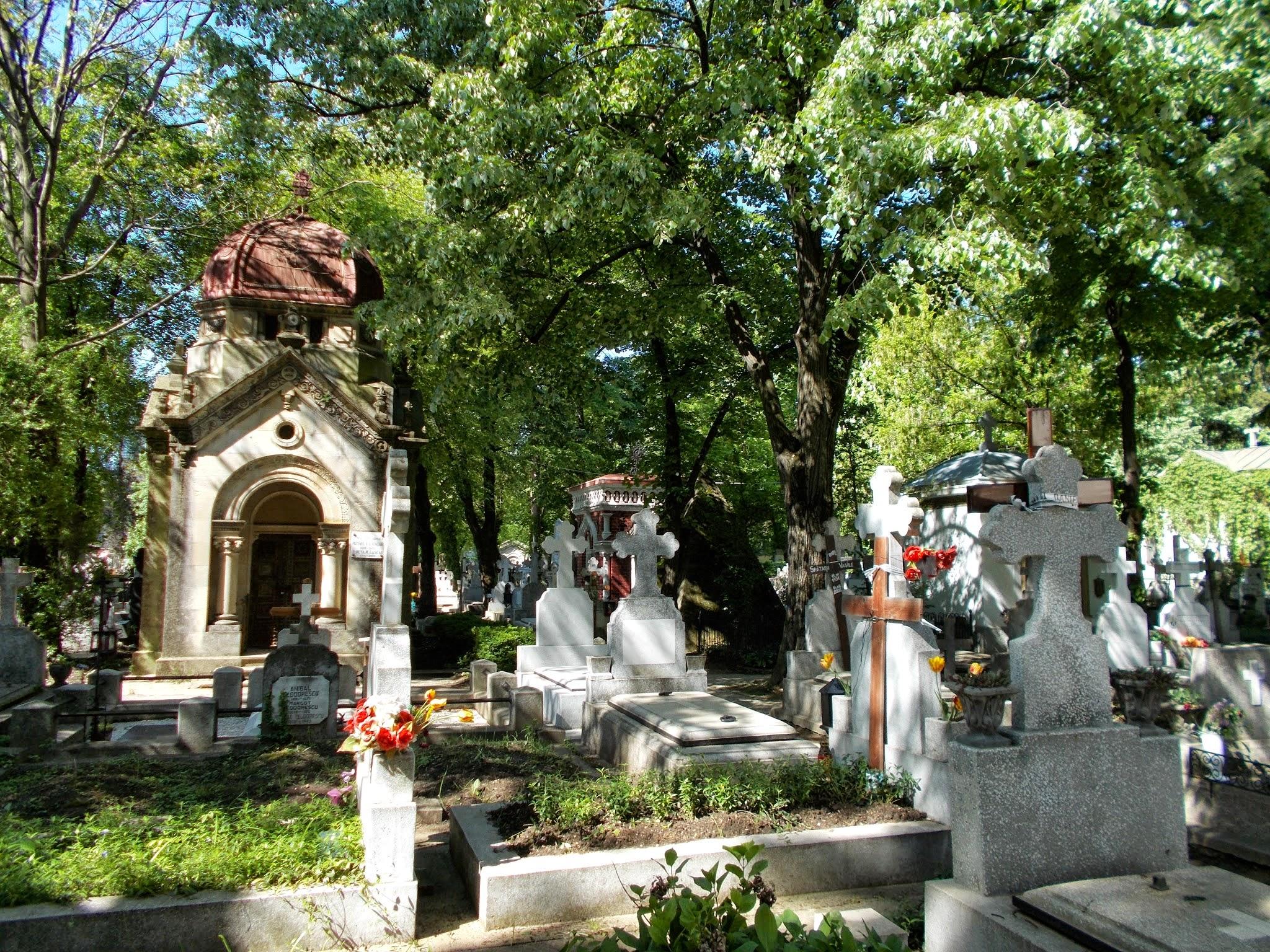
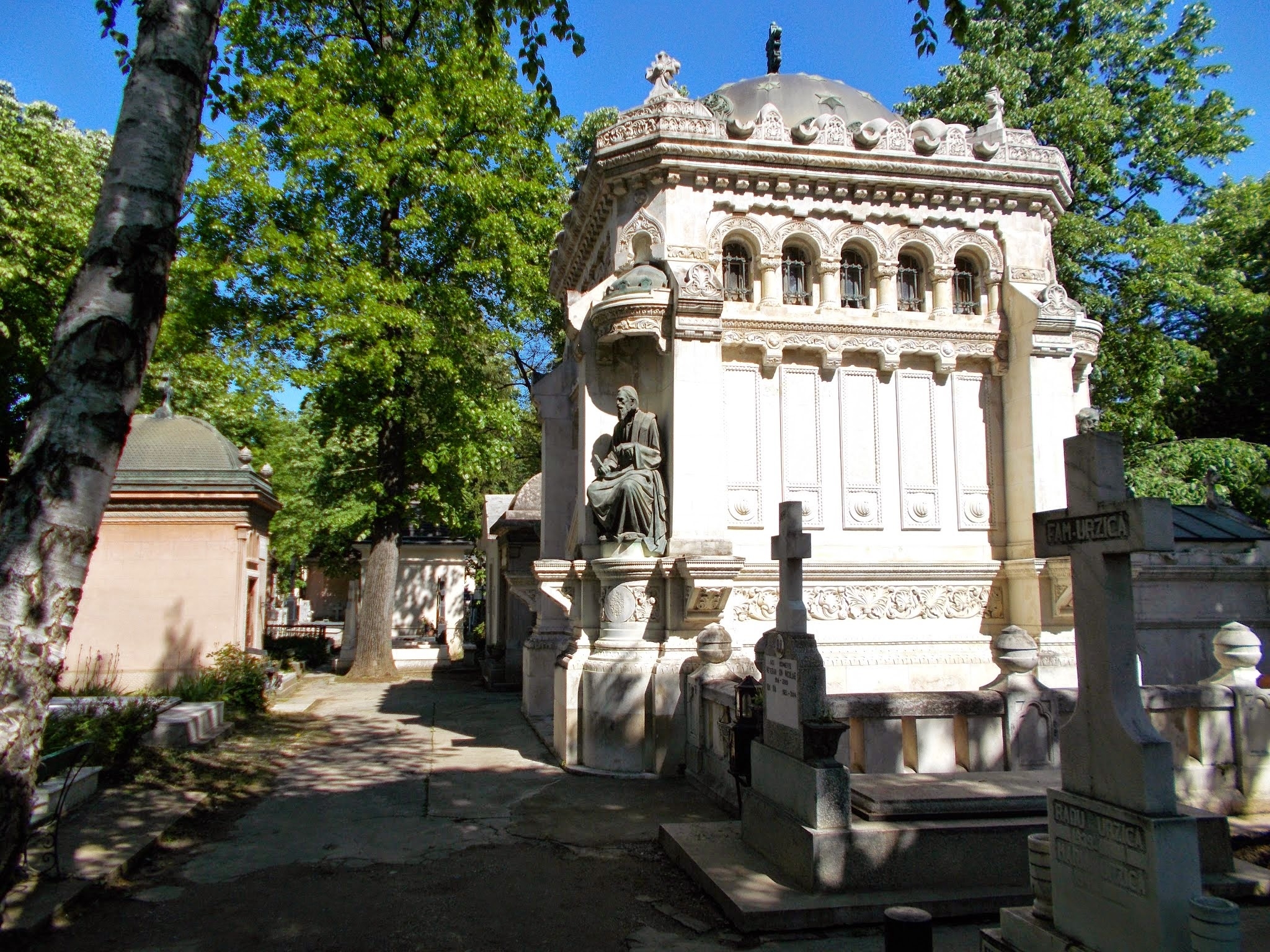
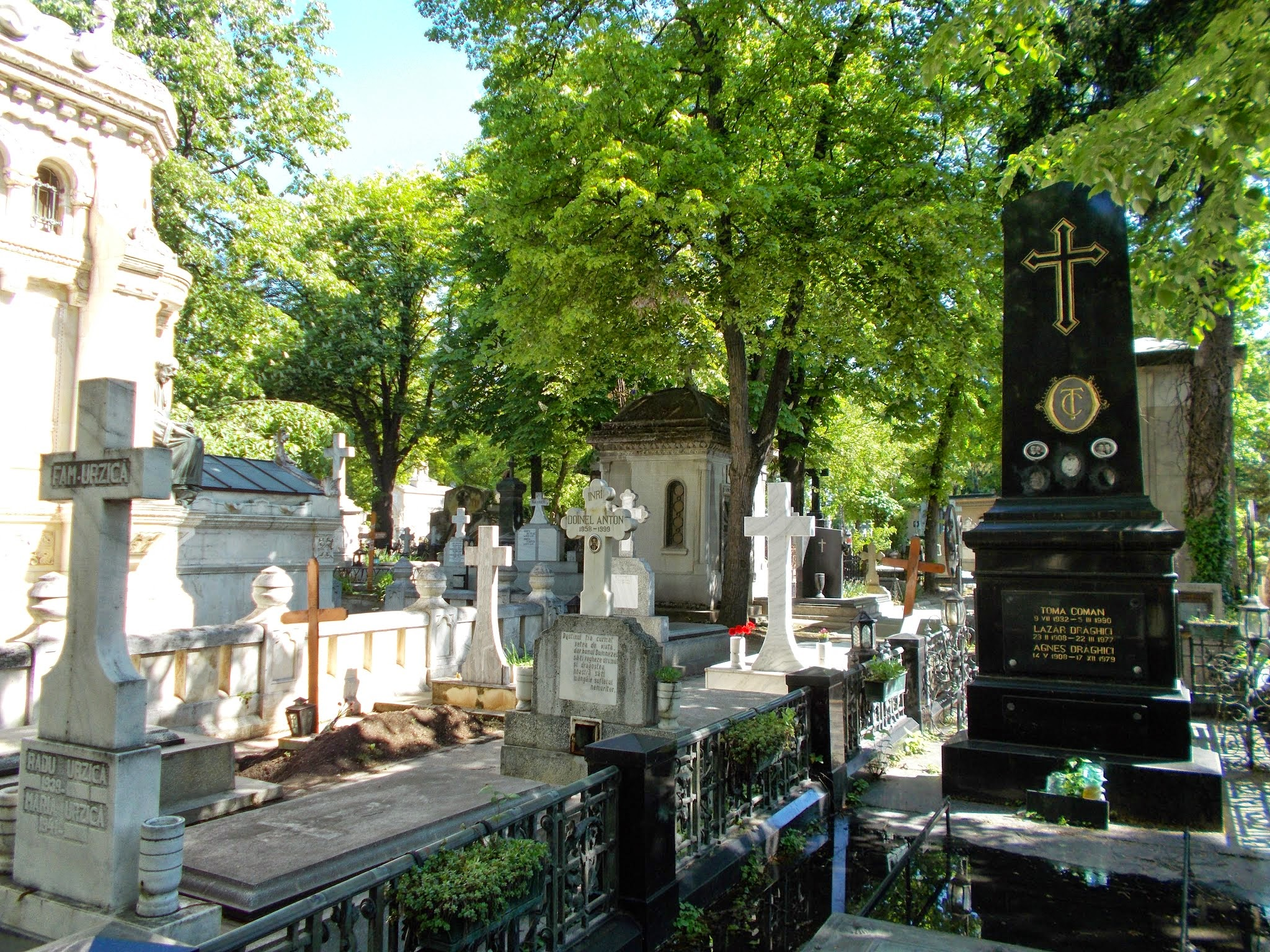
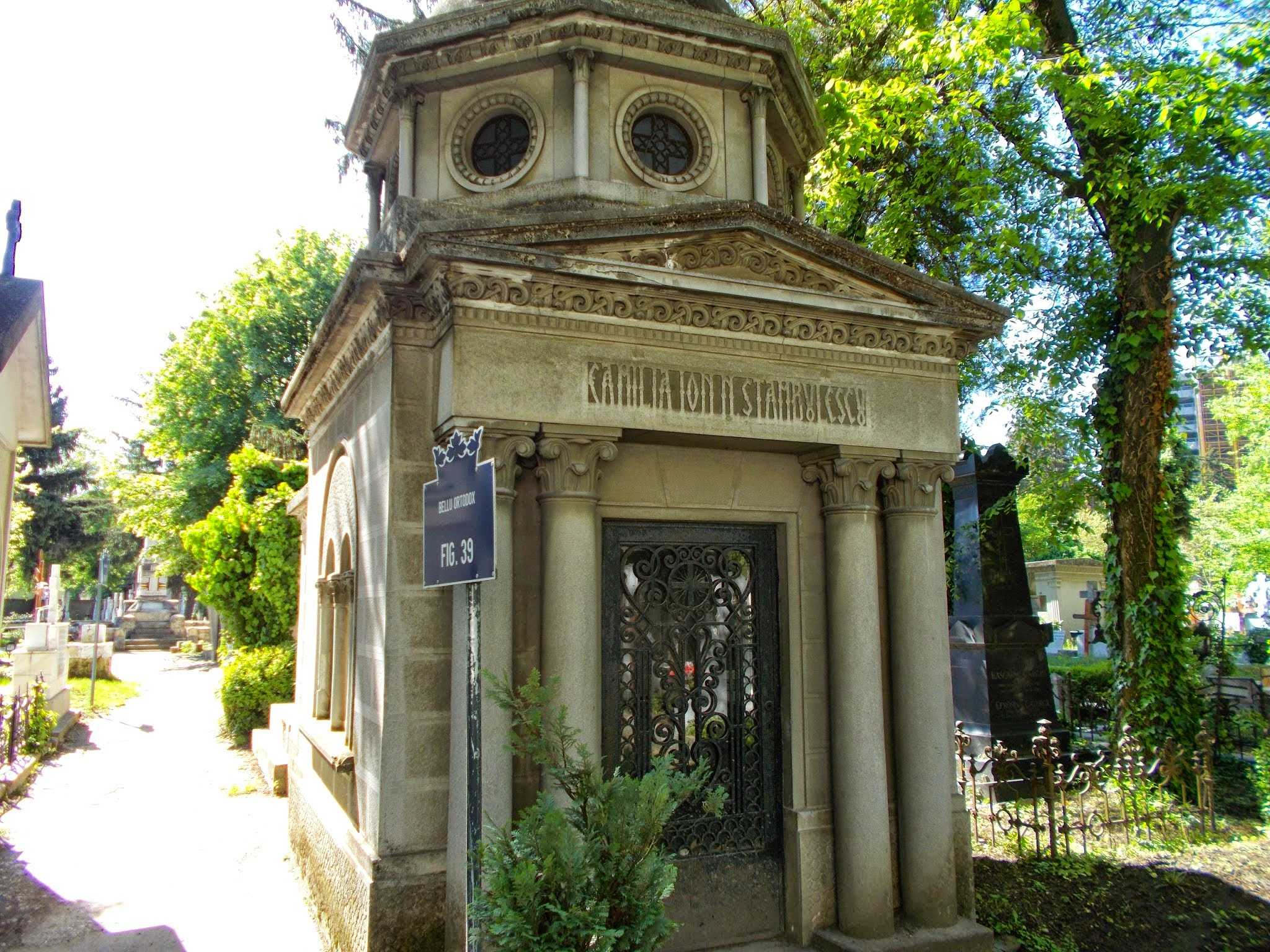
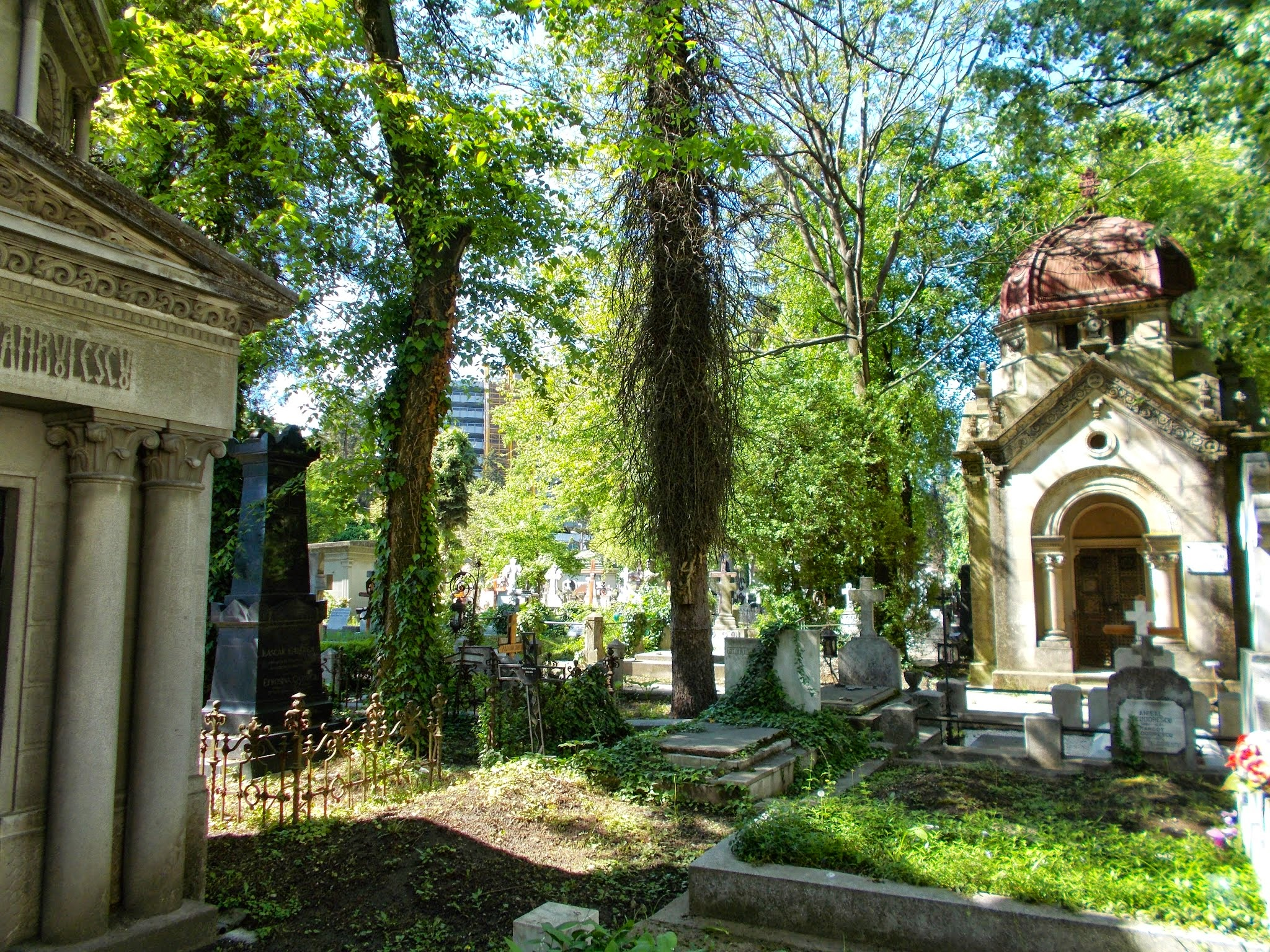
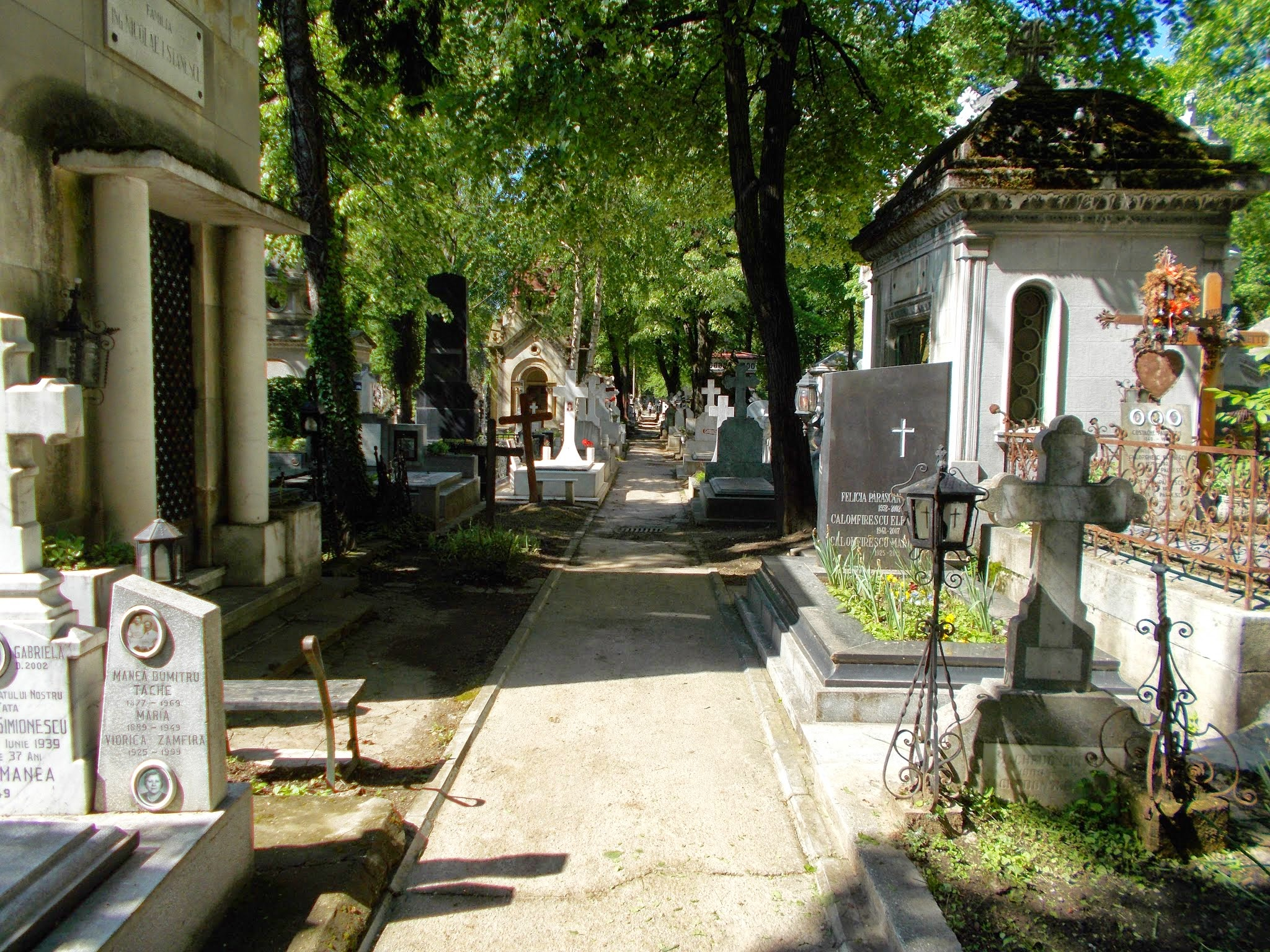
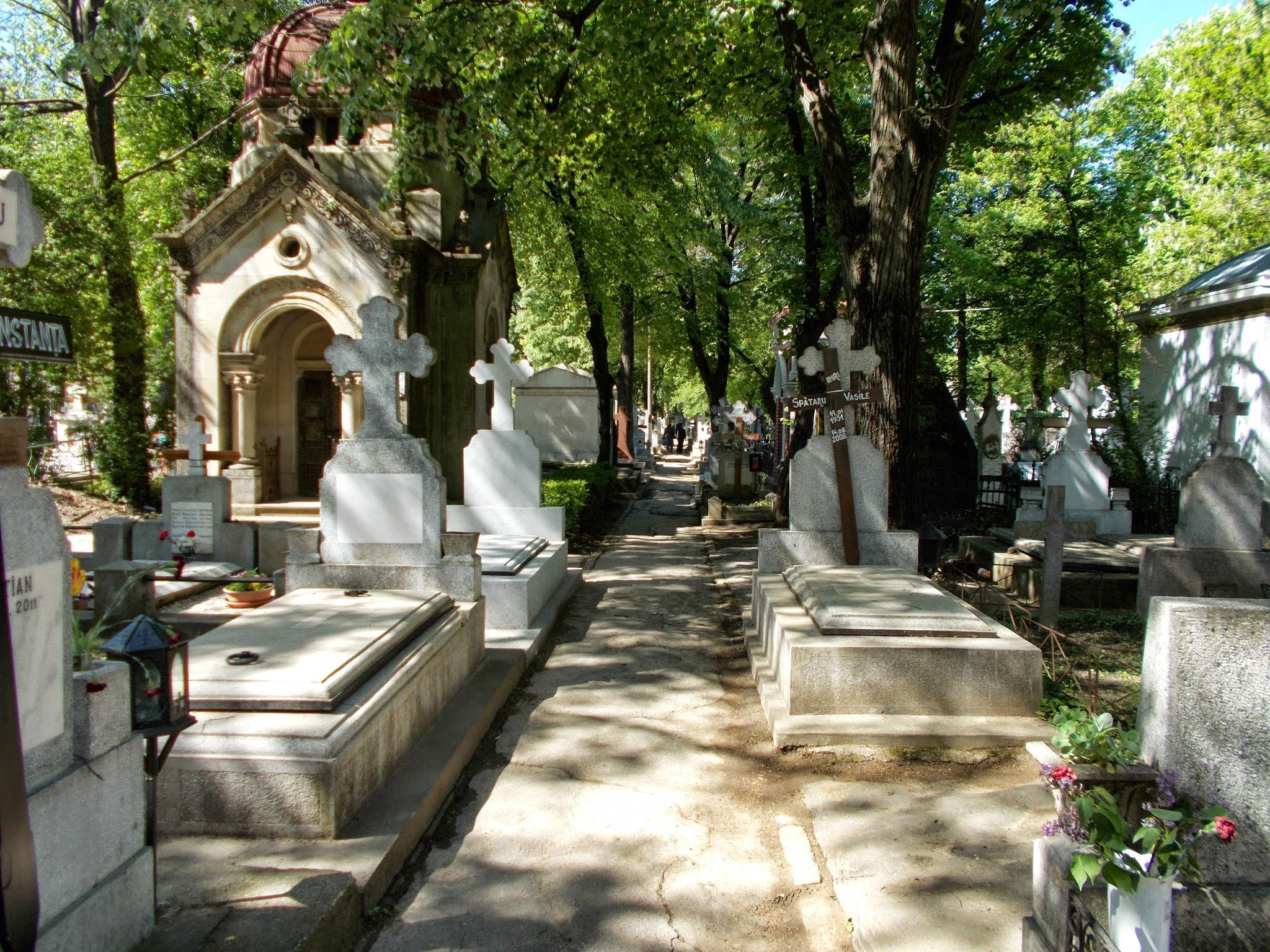
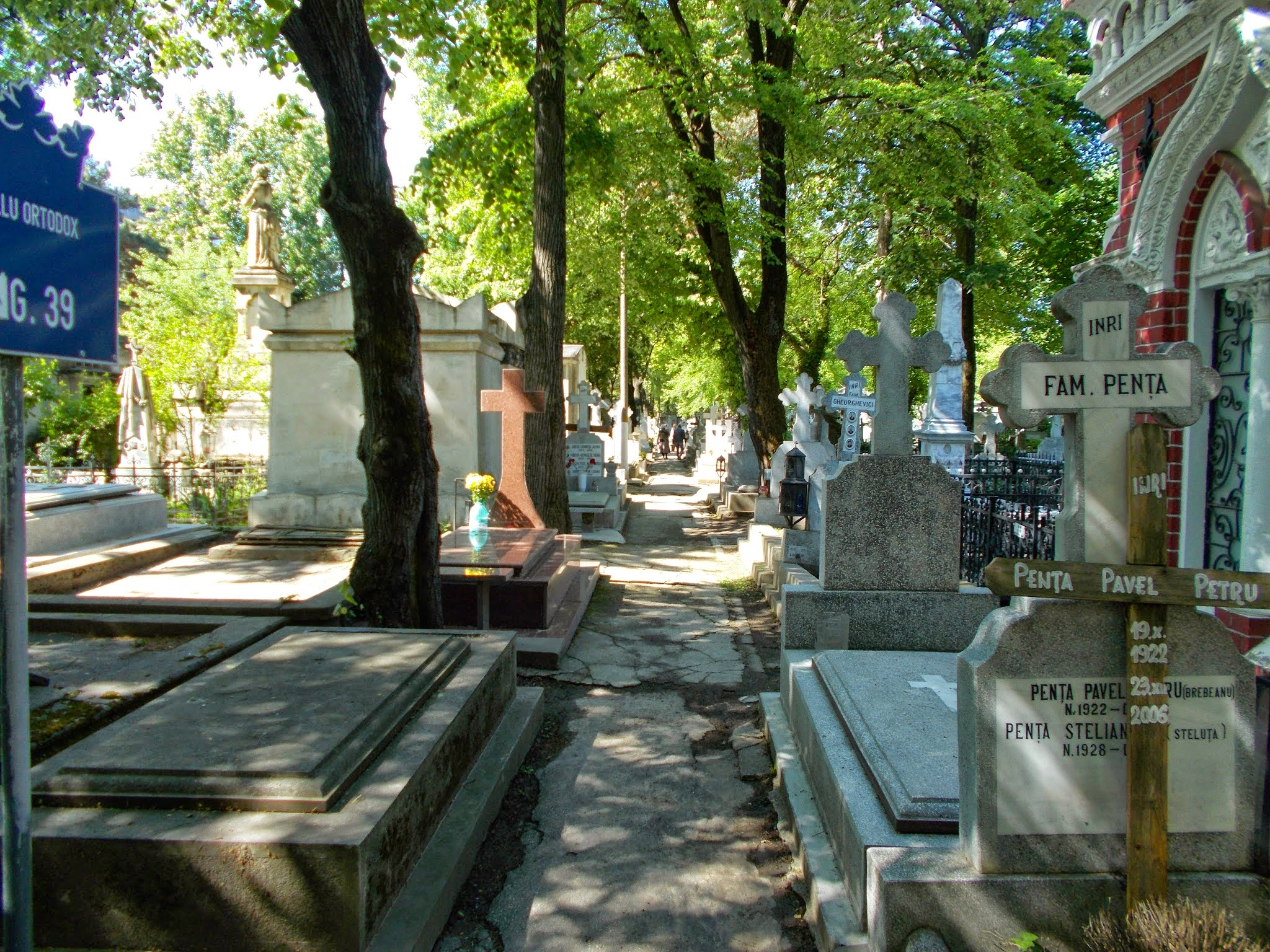
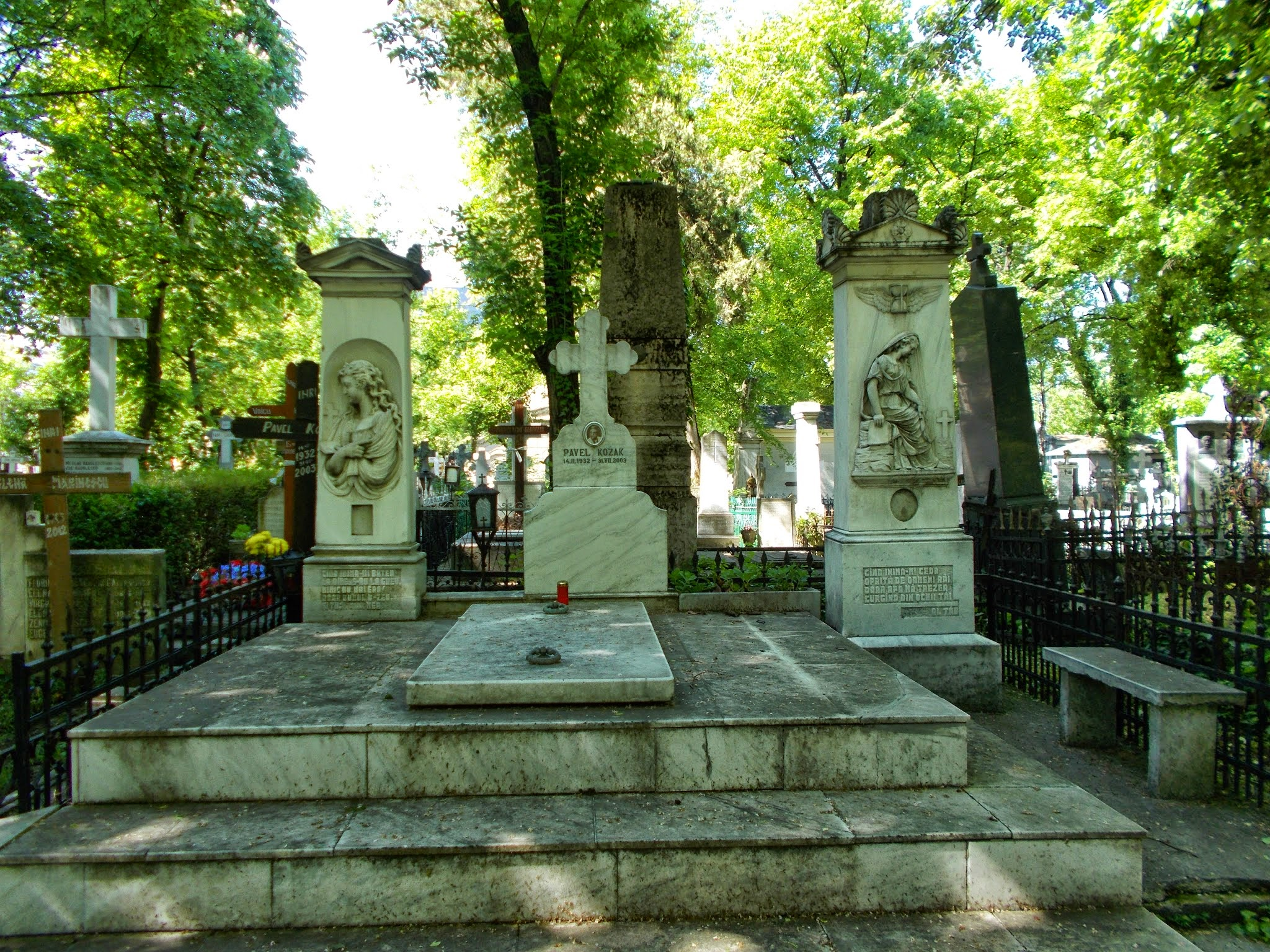
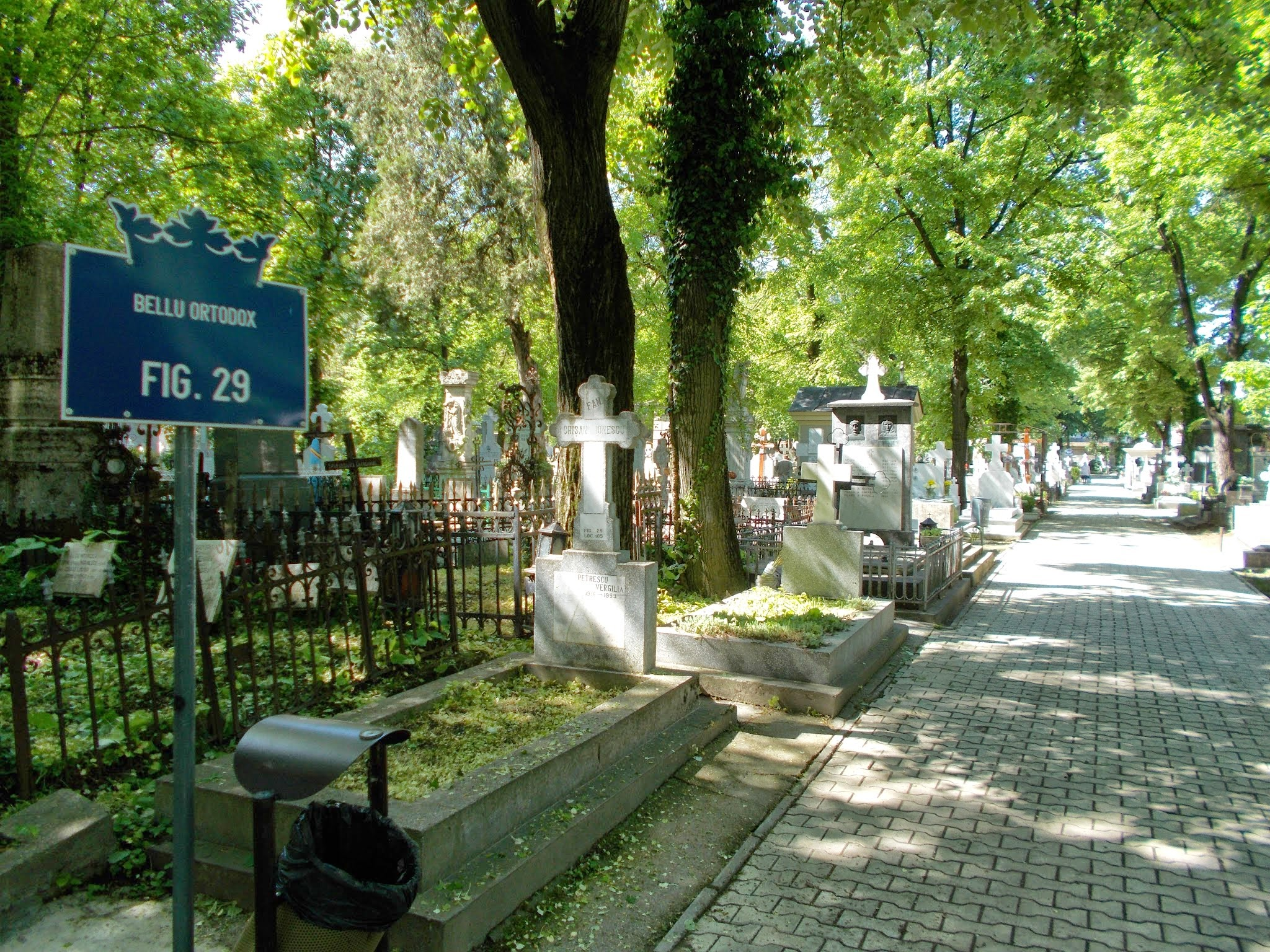
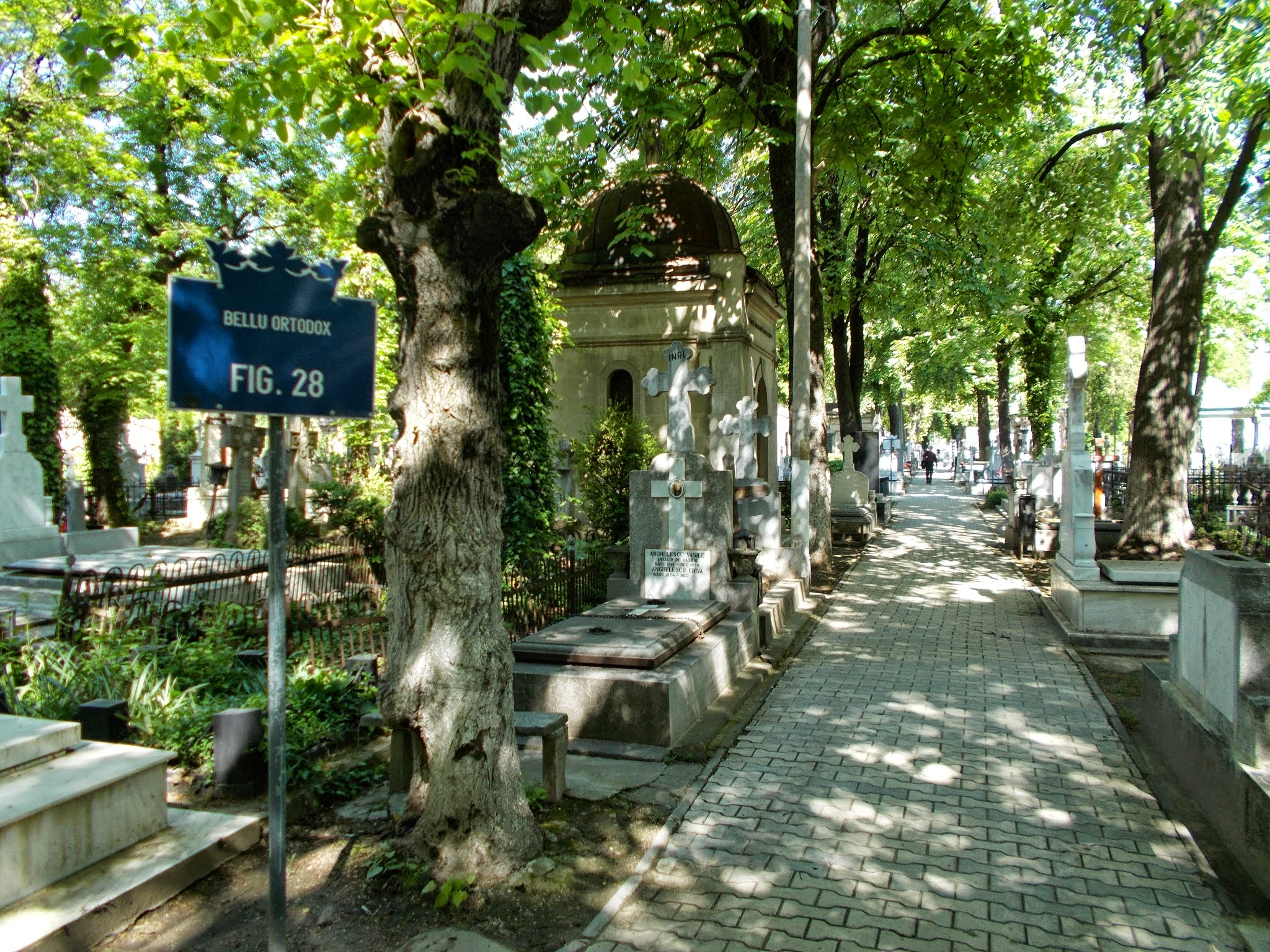
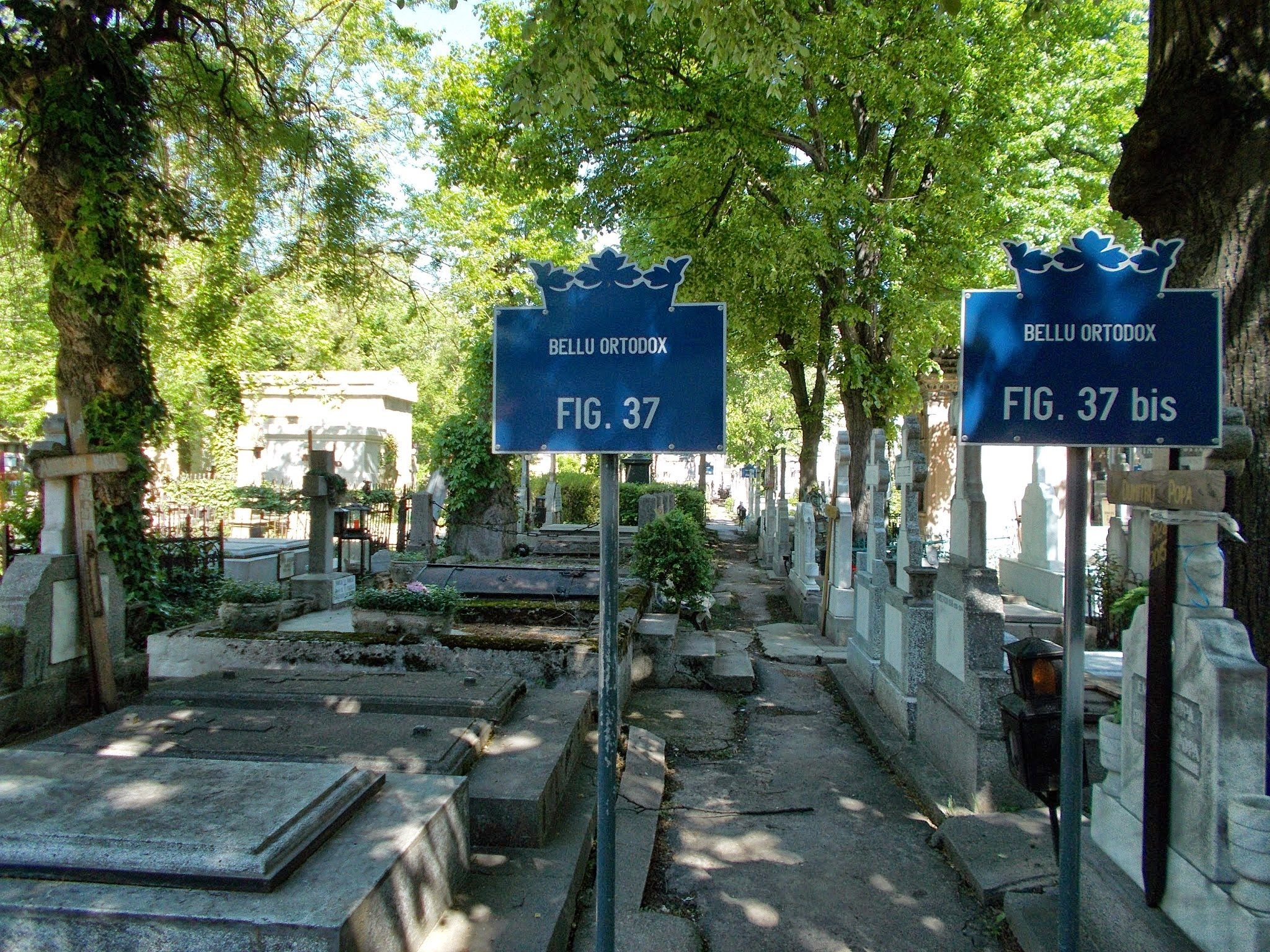
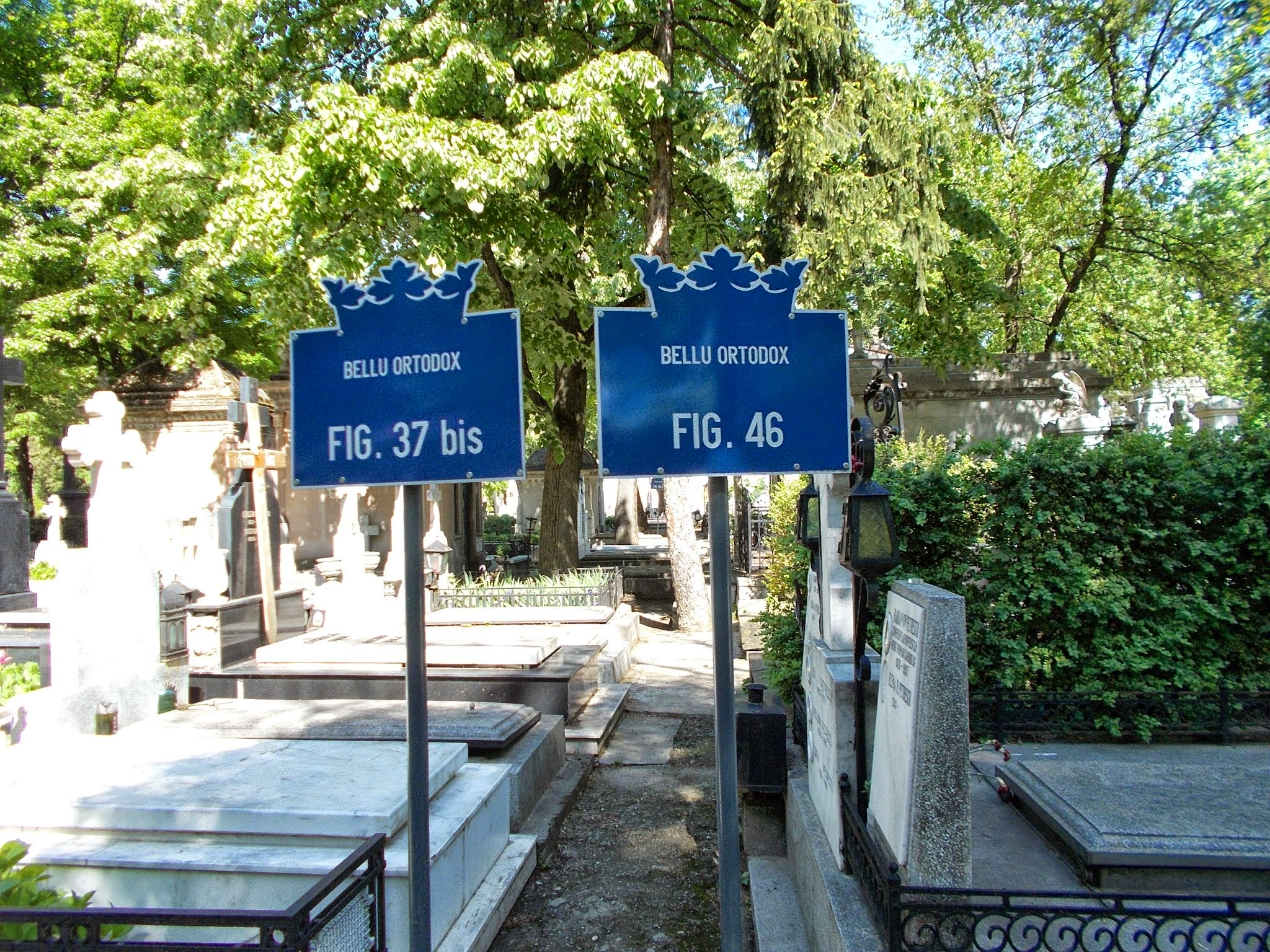
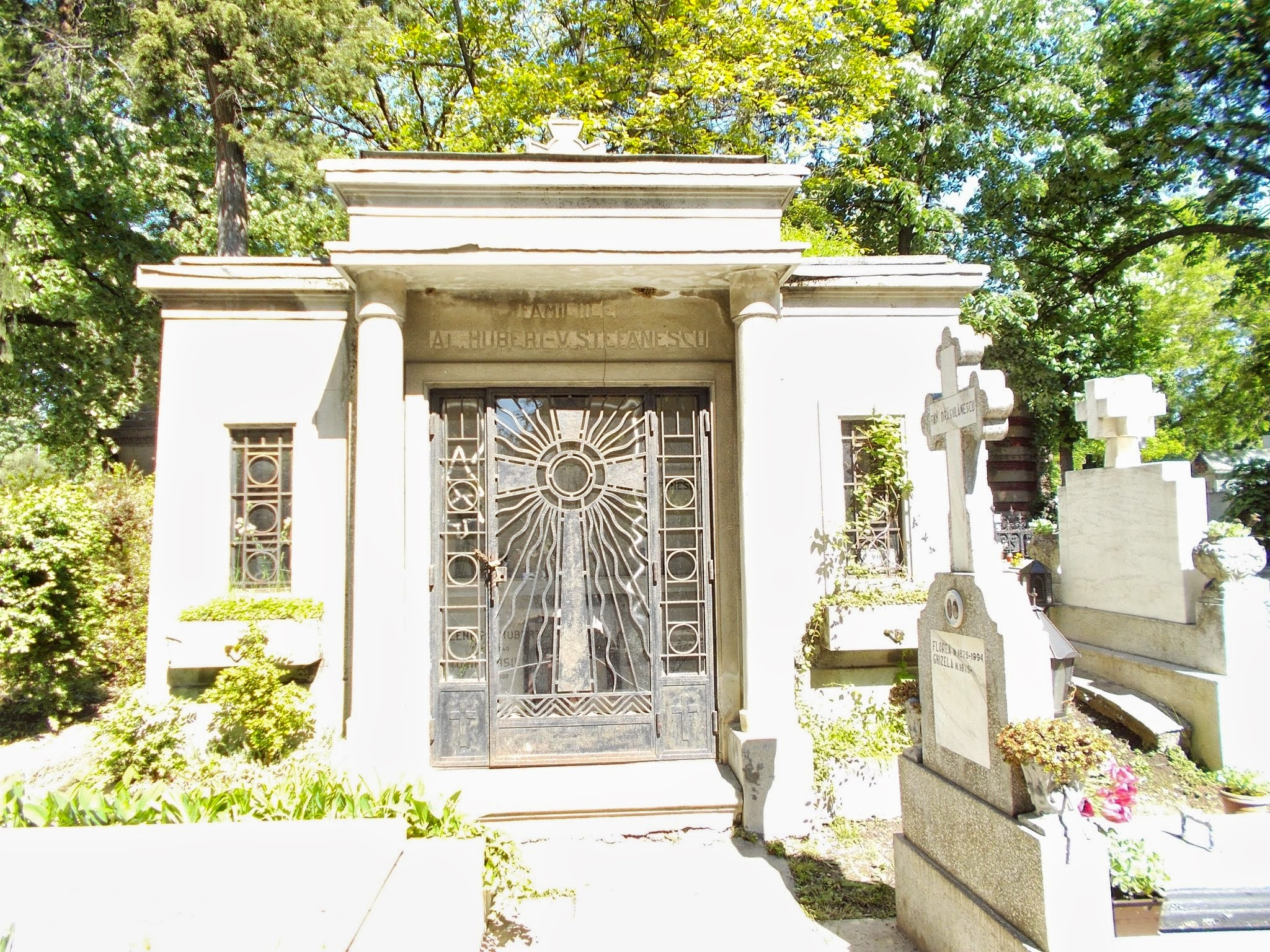